# Kallur
Kallur là một thị trấn thống kê (census town) của quận Kurnool thuộc bang Andhra Pradesh, Ấn Độ.

## Địa lý
Kallur có vị trí 17°12′B 80°33′Đ / 17,2°B 80,55°Đ Nó có độ cao trung bình là 104 mét (341 feet).

## Nhân khẩu
Theo điều tra dân số năm 2001 của Ấn Độ, Kallur có dân số 52.880 người. Phái nam chiếm 51% tổng số dân và phái nữ chiếm 49%. Kallur có tỷ lệ 43% biết đọc biết viết, thấp hơn tỷ lệ trung bình toàn quốc là 59,5%: tỷ lệ cho phái nam là 54%, và tỷ lệ cho phái nữ là 32%. Tại Kallur, 14% dân số nhỏ hơn 6 tuổi.